# イェリコ・クリスチャントコ
イェリコ・クリスチャントコ（Yericho Christiantoko, 1992年1月24日 - ）は、インドネシアのサッカー選手。東ジャワ州マラン出身。ポジションはDF。
2011年、アルフィン・トゥアサラモニー、ヤンディ・ムナワルとともにベルギー二部リーグのCSヴィゼへと移籍した。

## 所属クラブ
- デポルティーボ・インドネシア　2008-2011
- CSヴィゼ　2011-2012
- アレマ・インドネシアFC 2013-